# Bodianus leucosticticus
Bodianus leucosticticus là một loài cá biển thuộc chi Bodianus trong họ Cá bàng chài. Loài này được mô tả lần đầu tiên vào năm 1832.

## Từ nguyên
Từ định danh của loài được ghép bởi hai từ trong tiếng Hy Lạp cổ đại: leuco (leukós, "trắng") và sticticus (stiktós, "có đốm"), hàm ý đề cập đến hàng đốm trắng dọc theo lưng của cá trưởng thành.

## Phạm vi phân bố và môi trường sống
B. leucosticticus được ghi nhận rải rác ở khu vực Ấn Độ Dương-Thái Bình Dương, bao gồm các vị trí sau: Mauritius và Réunion (cũng có thể ở Seychelles); vùng biển phía nam Nhật Bản (bao gồm quần đảo Izu) trải dài đến đảo Đài Loan; đảo Bali (Indonesia); và Palau.
B. leucosticticus được quan sát và thu thập ở độ sâu khoảng 35–200 m.
Những cá thể trước đây được cho là Bodianus trilineatus hay B. leucosticticus ở ngoài khơi Eilat (Israel) đã được xác định là Bodianus rubrisos.

## Mô tả
B. leucosticticus có chiều dài cơ thể tối đa được ghi nhận là 24,2 cm. Cá trưởng thành có các vạch sọc ngang màu đỏ với các vệt đen đè lên trên (các vệt đen tiêu giảm thành các chấm đen). Gốc vây ngực có đốm đen. Vây đuôi màu cam phớt vàng. Vây lưng màu cam ửng đỏ, có đốm đen ở trước đối với cá cái (đốm đen này chuyển thành đỏ ở cá đực). Vây hậu môn và vây bụng màu vàng.
Trong phân chi Peneverreo, B. leucosticticus có vây bụng ngắn hơn so với Bodianus trilineatus và Bodianus paraleucosticticus. B. leucosticticus và B. paraleucosticticus có đốm đen ở gốc vây ngực lớn hơn so với B. trilineatus. Đốm đen trên vây lưng của cá cái B. leucosticticus chuyển thành đỏ ở cá đực nhưng vẫn giữ nguyên màu đối B. paraleucosticticus, cũng như có sọc màu đỏ chứ không phải màu vàng ở dưới gốc vây ngực như B. paraleucosticticus.
Số gai ở vây lưng: 12; Số tia vây ở vây lưng: 10; Số gai ở vây hậu môn: 3; Số tia vây ở vây hậu môn: 12; Số tia vây ở vây ngực: 16.

### Trích dẫn
- Martin F. Gomon (2006). "A revision of the labrid fish genus Bodianus with descriptions of eight new species" (PDF). Records of the Australian Museum, Supplement. Quyển 30. tr. 1–133. ISSN 0812-7387.